# 김광제
김광제(金光濟, 1866년 7월 1일 ~ 1920년 7월 24일)는 조선 말기의 공무원, 교육자, 한국의 독립운동가이다. 충남 보령 출신. 대구 광문사 사장과 사립보통학교 교장으로 활동했으며, 서상돈과 함께 국채보상회를 조직하고 국채보상운동에 앞장섰다.

## 생애
충청남도 보령시 웅천읍 평리에서 출생하였다. 의병활동과 일본화폐 유통 반대, 친일파 배척 활동, 사립학교 설립 등의 활동을 펼쳤으며, 동래경무관 사직 후 1907년 1월 29일 대구에서 출판사인 대구광문사(大邱廣文社)의 사장으로 있으면서 「국채보상운동 발기연설문(國債報償運動 發起演說文)」을 작성, 낭독하고, 부사장 서상돈(徐相燉)과 함께 2월 21일 「국채일천삼백만원보상취지(國債一千三百萬圓報償趣旨)」라는 공함문을 대한매일신보에 발표함으로 국채보상운동을 실천하였다.
국채보상운동은 서울에서 『대한매일신보』, 『황성신문』 등을 비롯한 민족 언론기관들의 적극적 호응을 얻은 결과 전국적 운동으로 발전하였고, 고종황제로부터 노동자, 인력거꾼, 기생, 백정에 이르는 다양한 국민의 참여와 단연, 비녀, 가락지 등을 모아 국채를 보상하자는 보상회로 발전했고, 한말국권회복운동 가운데 가장 중요한 사건으로 국민운동의 효시가 되었다.
1910년 국권피탈 직후까지 대한협회에서 지부설립과 강연활동을 하였으며, 1910년대에는 마산에서 「마산문예구락부」를 발간하는 등 활발한 문예활동을 펼쳤다.
1920년 3·1운동 1주년을 맞아 동경유학생들과 제2의 독립선언서를 작성하여 국내외에 배포하고 제2의 3·1운동을 일으키려다 일본경찰에 잡혔다. 같은 해 조선노동대회 회장과 경성본부장을 역임하는 등 왕성한 강연과 노동운동을 펼쳤으며, 마산에서 7월 20일(음, 6월 9일) 초대된 저녁식사 후 갑작스런 복통으로 사망했다.

## 사후
- 1982년 대통령표창, 1990년 건국훈장 애족장이 추서되었다.
- 2015년 6월 9일, 김광제지사 순국 95주년을 맞아 고향인 충남 보령에 '김광제동상공원(현충시설)' 건립

## 참고자료
[독립기념관, 김광제기념사업회]